# Ханафі Бастан
Ханафі Бастан (араб. حنفي بسطان, нар. 6 січня 1922, Каїр — пом. 13 листопада 1995) — єгипетський футболіст, що грав на позиції захисника. Відомий за виступами в клубі «Замалек», у складі якого був неодноразовим переможцем Каїрської ліги та Кубка Єгипту. Після завершення виступів на футбольних полях — єгипетський футбольний тренер, двічі був співкерівником збірної Єгипту.

## Клубна кар'єра
У дорослому футболі Ханафі Бастан дебютував у 1939 році в складі каїрської команди «Ель-Мохталат», яка пізніше мала назву «Фарук» та «Замалек». У складі команди грав до 1958 року, був одним із основних гравців захисту команди. У складі клубу був десятиразовим переможцем Каїрської ліги, одного з попередників чемпіонату Єгипту, та семиразовим володарем Кубка Єгипту. У 1958 році завершив виступи на футбольни полях. Помер Ханафі Бастан 13 листопада 1995 року.

## Виступи за збірну
У 1948 Ханафі Бастан грав у складі збірної Єгипту на літніх Олімпійських іграх 1948 року в Лондоні. У 1952 Бастан брав участь у літніх Олімпійських іграх 1952 року в Гельсінкі. У 1957 року футболіст у складі збірної став переможцем Кубка африканських націй.

## Кар'єра тренера
У 1958 році Ханафі Бастан разом з Мохамедом Ель-Гуїнді був одним із двох головних тренерів збірної Єгипту. У 1962 році Бастан разом із Ель-Гуїнді знову були співкерівниками збірної на Кубку африканських націй 1962 року, на якому єгипетська збірна під назвою збірної Об'єднаної Арабської Республіки зайняла друге місце.

## Титули і досягнення
- Переможець Панарабських ігор: 1953
- Володар Кубка африканських націй (1): 1957
- Срібний призер Кубка африканських націй: 1962
- Переможець Каїрської ліги[en] (10): 1939—1940, 1940—1941, 1943—1944, 1944—1945, 1945—1946, 1946—1947, 1948—1949, 1950—1951, 1951—1952, 1952—1953
- Володар Кубка Єгипту (7): 1941, 1943, 1944, 1952, 1955, 1957, 1958